# Domenico Piola
Pour les articles homonymes, voir Piola (famille) et Piola.
Domenico Piola (Gênes, 1624 - 1703) est un peintre italien baroque de l'école génoise, également un imprimeur et un dessinateur, qui a dirigé un atelier familial resté prolifique pendant trois générations.

## Biographie
Domenico Piola a commencé son apprentissage dans l'atelier familial avec son frère aîné, Pellegro Piola et avec Domenico Fiasella. D'autres artistes y travaillaient comme Giovanni Andrea et ses trois fils Paolo Gerolamo, Anton Maria, et Giovanni Battista, ses deux gendres, Gregorio de Ferrari (son élève le plus distingué, marié à sa fille Margherita Piola) et  Domenico Parodi, et son beau-frère Stefano Camogli. Cet atelier familial, appelé Casa Piola, excellait dans les fresques et décorations usant de  quadratura qu'on peut remarquer encore aujourd'hui au Palazzo Rosso et à la  Basilica della Santissima Annunziata del Vastato de Gênes.

## Œuvres

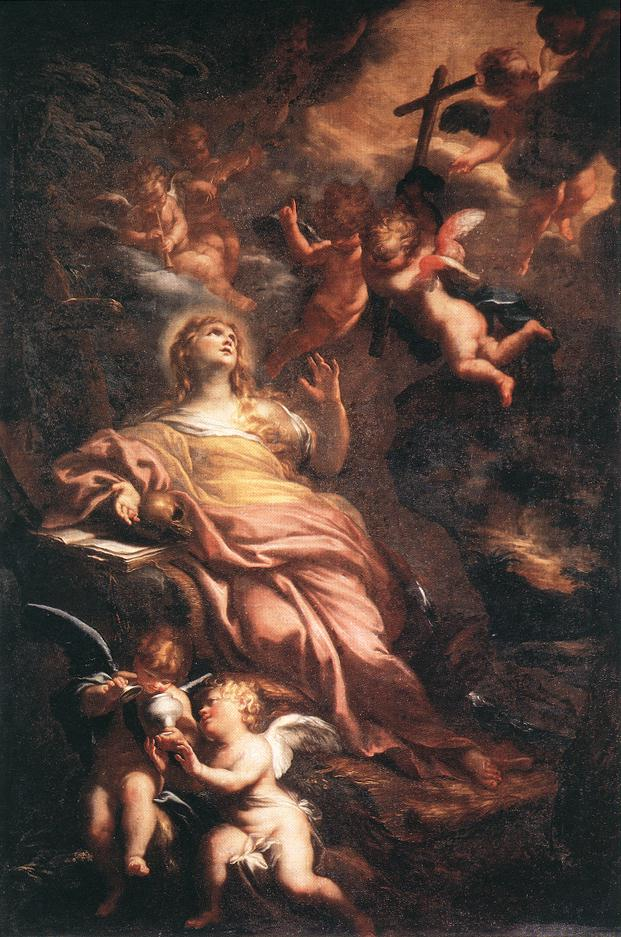
Maddalena nel deserto
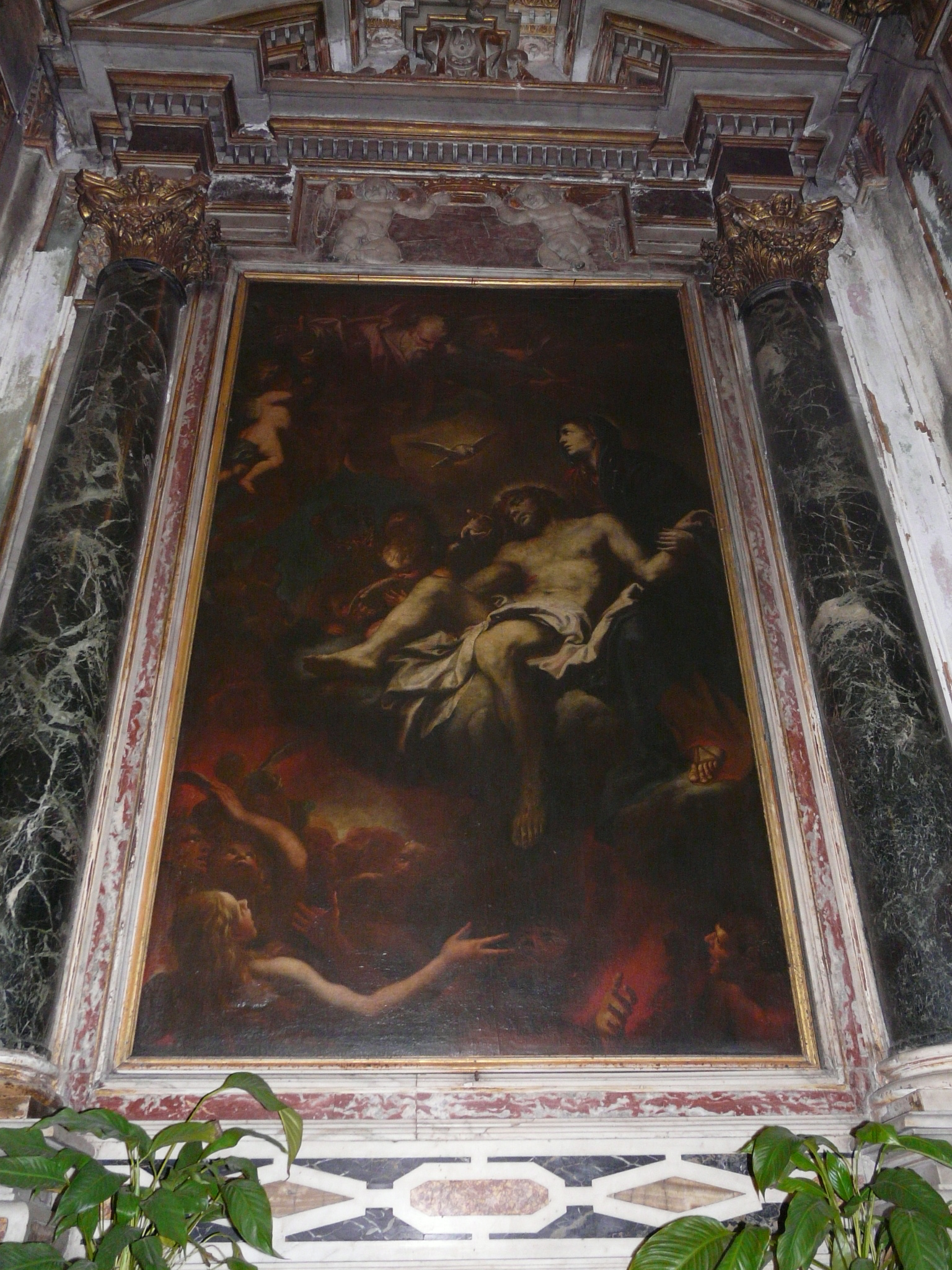
Dio Padre, Spirito Santo e il Cristo di Pietà con la Vergine e le Anime del Purgatorio
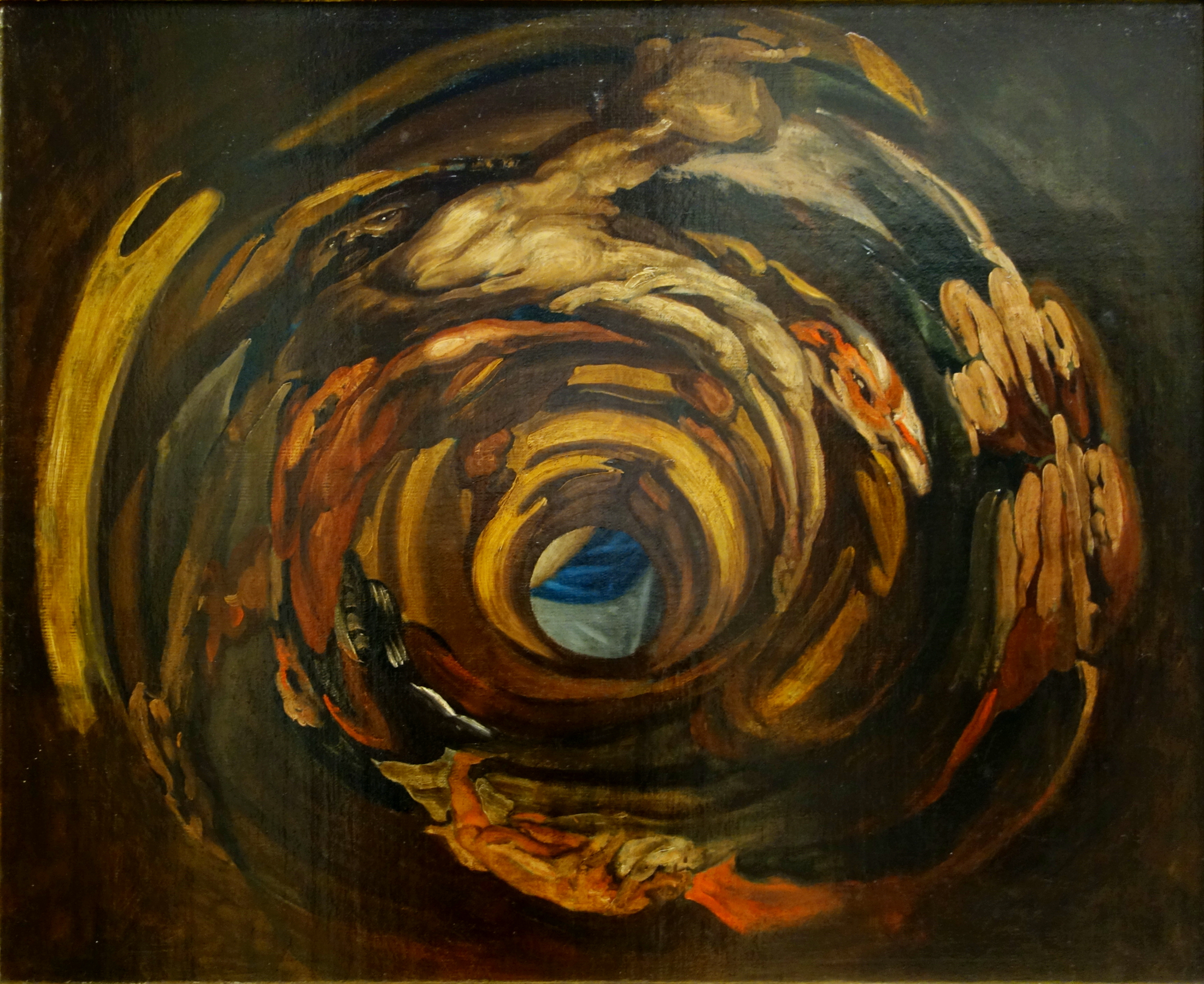
Anamorphose d'après « L'Érection de la Croix » de Rubens.
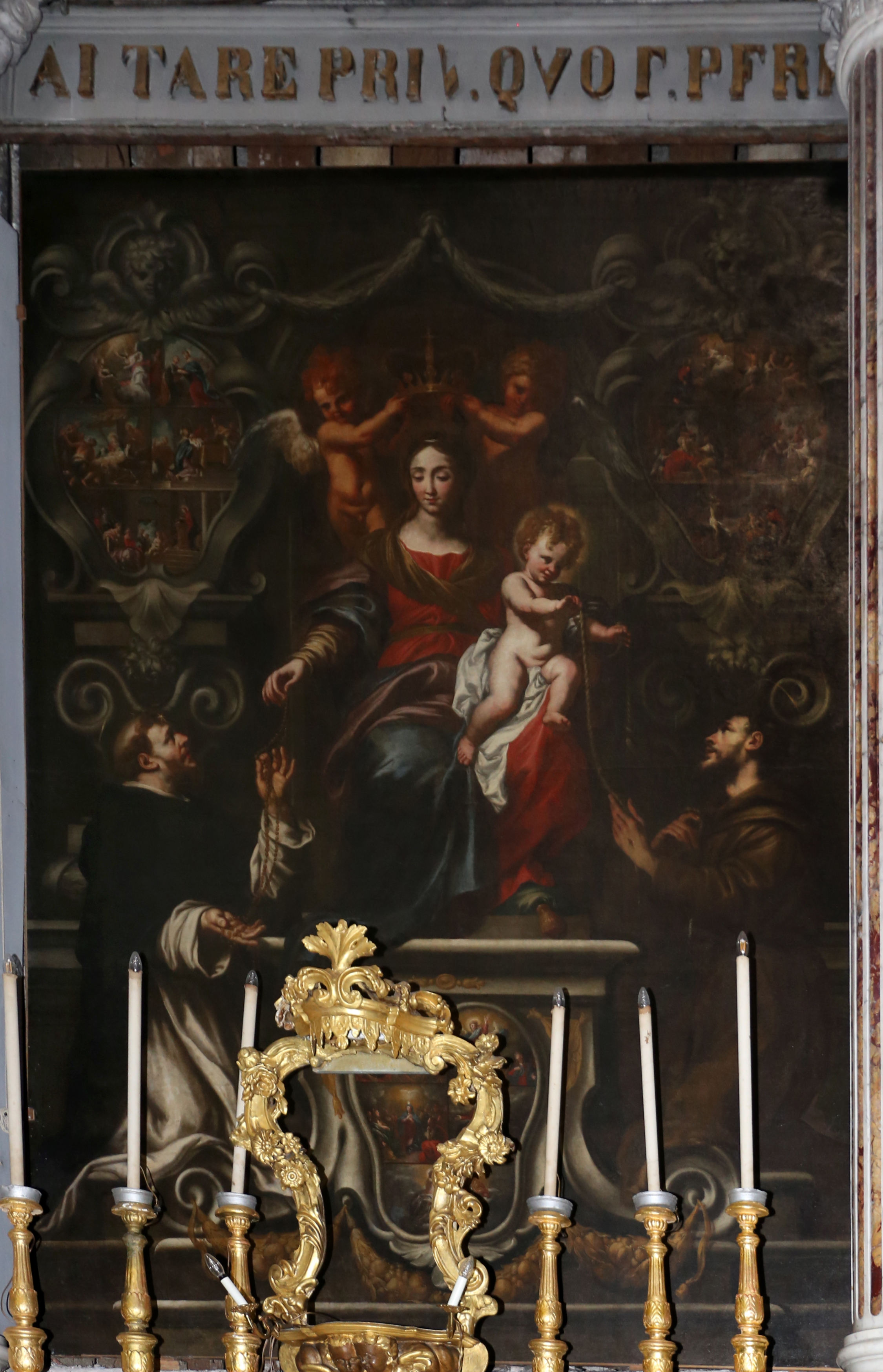
Donation du Rosaire à saint Dominique et la donation du cordon à saint François, Bastia
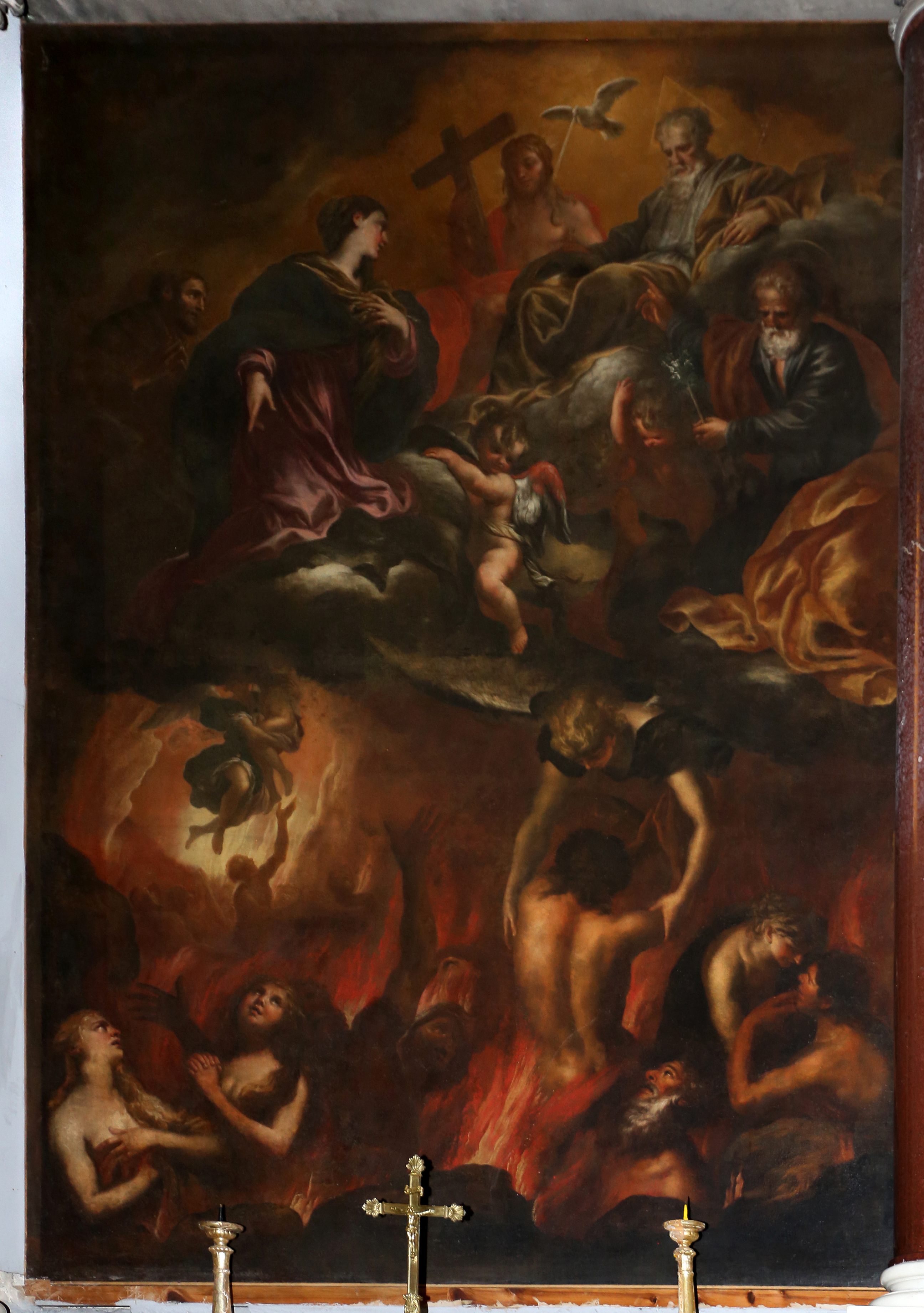
Intercession de la Vierge pour les âmes du purgatoire, Bastia

- Maddalena nel deserto - 1674 - huile sur toile (300 cm cm × 198 cm) - Laigueglia, Oratorio di Santa Maria Maddalena
- Assunzione della Vergine  - 1676 - huile sur toile (294 cm × 194 cm) - Chiavari, Chiesa di San Giovanni Battista (son étude au lavis de 1650)
- Annunciazione - 1679 - huile sur toile (345 cm × 200 cm) - Gênes, Basilica della Santissima Annunziata del Vastato
- Immacolata Concezione - 1683 - huile sur toile (345 cm × 221 cm) - Gênes, Basilica della Santissima Annunziata del Vastato
- San Tommaso d'Aquino adorante il Crocifisso - huile sur toile - Gênes, Basilica della Santissima Annunziata del Vastato
- San Diego risana gli infermi - huile sur toile - Gênes, Basilica della Santissima Annunziata del Vastato
- Predica di San Diego - toile - Gênes, Basilica della Santissima Annunziata del Vastato
- La salma di san Diego risana il figlio di Filippo II - huile sur toile - Gênes, Basilica della Santissima Annunziata del Vastato
- Gloria dello Spirito Santo - fresque - Gênes, Basilica della Santissima Annunziata del Vastato
- Autunno - fresque d'un plafond - Gênes, Palazzo Rosso
- Vanità - huile sur toile (156 cm × 64 cm) - Gênes, Collection privée
- Dedalo e Icaro - huile sur toile (136 cm × 111 cm) - Gênes, Collection privée
- Sacra Famiglia - Calizzano, Chiesa di Santa Maria e San Lorenzo
- Putti con aquila Doria e simboli della poesia e della pittura - huile sur toile (130 cm × 103 cm) - Gênes, Palazzo Doria del Principe
- Putti con aquila Doria e simboli della musica - huile sur toile (130 cm × 103 cm) - Gênes, Palazzo Doria del Principe
- Putti con aquila Doria ed armi - huile sur toile, 114 × 110 cm, Gênes, Palazzo Doria del Principe
- Ultima cena - Albenga, Museo diocesano
- Agar ed Ismaele nel deserto - dessin à la plume, encre brune sur quadrillage (26,35 cm × 17,46 cm) - Minneapolis Institute of Arts
- Dio Padre, Spirito Santo e il Cristo di Pietà con la Vergine e le Anime del Purgatorio - huile sur toile - Chiesa dei Santi Nicolò ed Erasmo, Voltri
- Anamorphose d'après "L'érection de la Croix" de Rubens, huile sur toile, 68 × 83 cm, Musée des beaux-arts, Rouen.
- Donation du Rosaire à saint Dominique et la donation du cordon à saint François, huile sur toile, 370 × 277 cm, avant 1679, Bastia, Église Saint-Jean-Baptiste.
- Intercession de la Vierge pour les âmes du purgatoire, huile sur toile, 500 × 294 cm, avant 1679, Bastia, Église Saint-Jean-Baptiste.
- Sainte Famille, huile sur toile, XVIIe siècle, Musée Joseph Déchelette à Roanne.